# Les Mystères d'Orson Welles
Les Mystères d'Orson Welles (Orson Welles Great Mysteries) est une série télévisée d'anthologie britannique en 26 épisodes de 25 minutes produite par Anglia Television, et diffusée du 1er septembre 1973 au 24 février 1974 sur ITV.
Au Québec, la série a été diffusée à partir du 28 mai 1974 à la Télévision de Radio-Canada, et en France en 1976 sur TF1.

## Synopsis
La série est une anthologie de différents contes. Chaque épisode est présenté par Orson Welles, qui était le seul acteur régulier de la série mais qui n'apparaissait pas dans l'histoire elle-même.

Dans le générique, Welles était montré comme une silhouette qui se déplaçait dans un couloir vers la caméra, fumant un cigare et vêtu d'un chapeau à larges bords et d'une énorme cape noire, le costume étant lui-même un clin d'œil au fait qu'il ait été la voix de The Shadow dans le programme radio des années 1930. Quand il apparaissait réellement à l'écran pour présenter les épisodes, son visage était tout ce qui était montré, en extrême gros plan et avec un éclairage minimal.
La plupart des épisodes ont été réalisés par Alan Gibson, Peter Sykes, Peter Sasdy, Philip Saville, James Ferman, Alan Cooke…
La musique du générique était composée par John Barry.

## Liste des épisodes
1. Captain Rogers (avec Donald Pleasence)
2. The Leather Funnel
3. A Terribly Strange Bed (en)
4. La Grande Bretèche
5. The Dinner Party
6. Money to Burn
7. In the Confessional
8. Unseen Alibi
9. Battle of Wits
10. A Point of Law
11. La Patte de singe (The Monkey's Paw)
12. The Ingenious Reporter
13. Death of an Old-Fashioned Girl
14. For Sale - Silence
15. The Inspiration of Mr. Budd
16. An Affair of Honour
17. Farewell to the Faulkners
18. The Power of Fear
19. Where There Is a Will
20. A Time to Remember
21. Ice Storm
22. Come Into My Parlour
23. Compliments of the Season
24. Under Suspicion
25. Trial for Murder
26. The Furnished Room